# Tatort: Der letzte Mord
Der letzte Mord ist ein österreichischer Fernsehkrimi aus dem Jahr 1987. Das Drehbuch schrieb Fritz Eckhardt, Regie führte Kurt Junek. Es war die insgesamt 199. Tatort-Folge und der fünfte Fall von Oberinspektor Pfeifer (Bruno Dallansky), allerdings waren von dessen acht Folgen nur drei Folgen der offiziellen Tatort-Reihe, die übrigen fünf waren Tatort-Folgen des ORF, die nur in Österreich erstausgestrahlt und teilweise in Deutschland gar nicht im Fernsehen gezeigt wurden. Pfeifer und sein Team haben es mit drei Morden und einem Mordversuch im Zusammenhang mit einem geplanten Bankraub zu tun.

## Handlung
In einer Autowerkstatt wird ein Paar von einem Unbekannten beim Liebesakt überrascht, der Unbekannte erschießt die Frau, der Mann kann entkommen. Am nächsten Morgen findet der Werkstattpächter Blaschek die Leiche. Er könne sich nicht erklären, wie die ihm unbekannte Frau in seine Werkstatt gekommen sei. Das dazugehörige Mietshaus wird nur noch von einer Frau und deren Lebensgefährten bewohnt. Es stellt sich heraus, dass das Haus und die Werkstatt dem Oberinspektor a. D. Marek gehören. Bei Marek wohnt zurzeit dessen Enkel Erwin aus Neuseeland, der zum Studium nach Wien gekommen ist. Dieser konzentriert sich allerdings eher auf seine neue Freundin Martina denn aufs Studium. Fichtl sucht Marek auf, dieser erzählt Fichtl, dass er das abbruchreife und mit Hypotheken belastete Haus geerbt hat. Bei der Toten, Anna Höller, handelt es sich um eine verheiratete Frau aus der Nachbarschaft. Marek kann sich ebenfalls keinen Reim auf die Sache machen. Fichtl erfährt, dass Mareks Enkel Erwin im Gebrauchtwagenhandel  von Blaschek neben seinem Studium arbeitet, doch auch dieser gibt an, nichts zu wissen, Frau Höller habe er nur vom Sehen gekannt.
Während Erwin aufgeregt seiner Freundin Martina von dem Mord erzählt – Erwin hatte in der Nacht zuvor Martinas zwielichtigen Freunden einen Plan von Mareks Haus gegeben –, überbringt Fichtl Alex Höller die traurige Nachricht von der Ermordung seiner Frau. Der Mann ist geschockt und hat auch keine Vermutung, wer der Täter sein könnte. Die beiden letzten Bewohner des Hauses haben nach Hollochers Ermittlungen nichts gesehen oder gehört. Pfeifer befragt Höller, der sich mit seiner Frau in letzter Zeit öfter gestritten hatte. Zudem besitzt Höller seit Kurzem eine Waffe und ist der Begünstigte ihrer Lebensversicherung. Er bestreitet allerdings, etwas mit ihrem Tod zu tun zu haben. Er kann sich nicht erklären, was seine Frau nachts in der Werkstatt zu suchen hatte. Während Pfeifer und Marek sich über den Fall beraten, werden Fichtl und Hollocher zur Wohnung von Harry Losch gerufen, der sich offensichtlich selbst erschossen hat. Pfeifer vermutet, dass Losch durch Fremdeinwirkung gestorben ist. Pfeifer sucht Frau Pokorny auf, die er von vorigen Straftaten kennt, diese war eine ehemalige Komplizin von Losch. Sie äußert, dass er von einem Bankräuber namens Ullmer ermordet wurde. Sie habe ihn vor Ullmer gewarnt, doch er habe nicht auf sie gehört. Er sei in Anna Höller, die Tote aus der Werkstatt, verliebt gewesen. Pokorny verrät Pfeifer schließlich, dass Losch ihr Sohn war. Dr. Putner unterrichtet Pfeifer über die offiziellen Ermittlungsergebnisse, dass Losch Anna Höller getötet und sich danach selbst gerichtet habe. Er möchte den Akt schließen, Pfeifer allerdings ermittelt weiter.
Fichtl und Marek suchen Ullmer auf, der vier Jahre in der Bundesrepublik wegen Bankraubs gesessen hat. Dieser bespricht sich gerade mit seinem Komplizen Seibel, beide geben sich unbeeindruckt von der Befragung durch die Polizisten. In der Kneipe, in der sich die beiden Gangster getroffen haben, erblickt Marek zufällig seinen Enkel Erwin. Marek erfährt dadurch, dass sein Enkel mit der Prostituierten Martina zusammen ist. Marek wird am nächsten Tag von seinem Nachbarn Höller aufgesucht, er hat in seiner Wohnung Briefe und Fotos gefunden, auf denen eindeutig dokumentiert ist, dass seine Frau ihn mit Losch betrogen hat. Anhand der Fotos erkennt Marek, dass Losch Linkshänder war, Losch soll sich den Spuren nach allerdings mit der rechten Hand erschossen haben. Pfeifer und sein Team informieren daraufhin Dr. Putner, der die Ermittlungen auch offiziell wieder aufnimmt. Ullmer und seine Komplizen planen einen Einbruch auf dem Gelände von Marek, Grundlage ist der Plan, den ihnen Erwin hat zukommen lassen. Marek kündigt dem Werkstattpächter Blaschek, weil er das Grundstück verkaufen und nach Neuseeland auswandern will. Blaschek ruft den Unterweltanwalt Dr. Breissel an, der Ullmer verständigt. Blaschek sucht Ullmer auf und macht ihm einen Vorschlag. Er eröffnet Ullmer, dass er wisse, dass dieser durch den Keller von Mareks Haus in den Tresorraum einer benachbarten Bank einbrechen und dort die Gelder von allen umliegenden Banken rauben will. Blachek will ihn mit diesem Wissen erpressen und verlangt 500.000 Schilling von Ullmer, damit er dessen Pläne nicht an die Polizei verrät. Ullmer lässt in die Kanzlei von Blascheks Anwalt einbrechen und dessen Rückversicherung, ein Testament, stehlen, um Blaschek beseitigen zu können. Blaschek trifft sich mit Seibel, dem Handlanger Ullmers, zur Geldübergabe im Park, dieser erschießt Blaschek. Eine Lehrerin, die zufällig mit ihrer Schulklasse im Park war und die Leiche fand, erkennt Seibel auf einem Karteifoto wieder, sicher ist sie sich aber nicht.
Pfeifer und Fichtl vernehmen Ullmer und Seibel, doch diese geben sich unbeeindruckt. Pfeifer teilt ihnen mit, dass er und sein Team ihnen auf der Spur sind, sowohl beim Mord an Losch als auch an dem an Blaschek. Erwin erfährt unterdessen, dass Martina einen neuen Freund hat, Ullmer überlegt daher, Erwin und seinen Großvater Marek zu beseitigen, weil sie jetzt ihrem Plan gefährlich werden könnten. Bei Pfeifer und Fichtl meldet sich Frau Navratil, die letzte Mieterin aus Mareks Haus. Sie hat den Mörder von Frau Höller, der Losch verfolgt hatte, gesehen und kann Seibel identifizieren, doch die Beamten haben Zweifel. Erwin sucht unterdessen Martina, in die er noch immer verliebt ist. Er droht Ullmer, dass er wisse, dass er Martina auf ihn angesetzt habe. Er wird zur Polizei gehen, wenn Ullmer nicht dafür sorgt, dass Martina zu ihm zurückkehrt. Ullmer beschließt darauf endgültig, dass Seibel Erwin beseitigen solle. Hollocher, der auf Ullmer und Seibel angesetzt ist, sieht Erwin und kurz darauf Seibel aus dem Lokal kommen und ahnt, dass Erwin in Lebensgefahr ist. Er ruft zwei Kollegen zusammen und schafft es, den Mordanschlag auf Erwin in letzter Sekunde zu vereiteln, doch Erwin ist schwer verletzt. Seibel verweigert trotz der eindeutigen Beweislage das Geständnis. Erwin gesteht Marek schließlich im Krankenhaus, dass er Ullmer den Plan von Mareks Haus ausgehändigt hat. Marek schließt auf den geplanten Bankraub vom Keller seines Hauses aus und informiert Pfeifer.
Ullmer will den Plan vollenden, obwohl die Polizei ihm auf den Fersen ist. Seine Leute brechen wie geplant über den Keller von Mareks Haus in die Bank ein, doch Pfeifer und seine Leute können den Überfall vereiteln und die gesamte Bande festnehmen. Marek sucht Höller auf, dem er vorwirft, dass er seine Frau und ihren Liebhaber Losch ermordet hat. Daraufhin bedroht Höller Marek mit einer Waffe, allerdings senkt er die Waffe und gesteht Marek schließlich die Taten. Nachdem Marek ihm erklärt hat, wie er auf die Tatbeteiligung von ihm gekommen ist, erschießt sich Höller, nachdem Marek gegangen ist. Erwin wird zu 14 Monaten Haft auf Bewährung verurteilt und nach Neuseeland abgeschoben. Marek fliegt mit ihm und versichert Fichtl, dass er nie wieder zurückkommt.

## Hintergrund
Der letzte Mord wurde zwischen dem 15. August und dem 30. September 1987 in Wien gedreht. Fritz Eckhardt hat hier seinen letzten Auftritt als Oberinspektor Marek innerhalb der Tatort-Reihe.